# Irlandès de l'Ulster

Les Gaeltachtaí

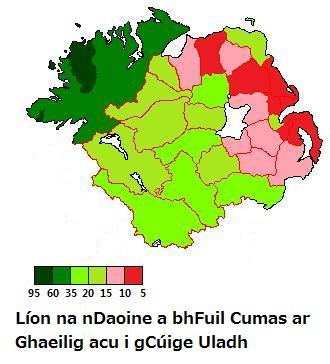
Percentatge de població en cada àrea administrativa a l'Ulster amb habilitat per parlar irlandès. (Comtats de la República d'Irlanda i districtes d'Irlanda del Nord.)

L'irlandès de l'Ulster (en gaèlic irlandès Ghaeilge Uladh) és un dialecte del gaèlic irlandès parlat a la província de l'Ulster. Ocupa una posició central en les llengües goidèliques d'Irlanda, Escòcia i l'Illa de Man. L'irlandès de l'Ulster té més en comú amb el gaèlic escocès i el manx que els altres dialectes irlandesos. Històricament l'irlandès de l'Ulster tenia dos subdialectes: occidental i oriental. El dialecte occidental (o irlandès de Donegal) era parlat al Comtat de Donegal i alguns comtats veïns. El dialecte oriental era parlat a la major part de la resta de l'Ulster i a parts dels comtats de Louth i Meath.
L'irlandès era la llengua més parlada a l'Ulster fins a la colonització de l'Ulster del segle xvii que va omplir el país d'anglesos i escocesos. Després de la colonització, l'irlandès fou substituït per l'anglès i el scots. El subdialecte oriental es va extingir en el segle xx, però el subdialecte occidental encara es manté a la Gaeltacht del comtat de Donegal. En 1808 els parlants nadius del comtat de Down William Neilson (fill d'un ministre presbiterià) i Patrick Lynch (Pádraig Ó Loingsigh) publicaren un estudi detallat sobre l'irlandès de l'Ulster anomenat An Introduction to the Irish Language. Quan el 1926 es van publicar les recomanacions de la primera Coimisiún na Gaeltachta hi havia regions qualificables de reconeixement com a Gaeltacht a les Muntanyes Sperrin i al nord dels Glens d'Antrim i l'illa Rathlin. L'informe també esmenava petites bosses de parlants d'irlandès al comtat de Cavan, al sud-est del comtat de Monaghan i a la part més meridional del comtat d'Armagh. Tanmateix, les petites bosses desaparegueren en el segle XX mentre que els parlants de les Sperrin sobrevisqueren fins als 1950 i els dels Glens d'Antrim fins als 1970. El darrer parlant d'irlandès de l'illa de Rathlin va morir en 1985.
En la dècada del 1960 sis famílies de Belfast formaren una Gaeltacht a Shaw's Road, que ha crescut des d'aleshores. L'àrea de parla irlandesa de Falls Road a West Belfast ha estat designada recentment 'Gaeltacht Quarter'.

## Lèxic
El dialecte de l'Ulster conté moltes paraules no usades en els altres dialectes o usades únicament al nord-est de Connacht. La forma normalitzada d'irlandès és An Caighdeán Oifigiúil. En altres casos un canvi semàntic ha donat lloc a molt diferents significats inherents a la mateixa paraula en irlandès de l'Ulster i en altres dialectes. Algunes d'aquestes paraules són:
- ag déanamh és usada per referir-se a "pensar" o també "elaborar" o "fer", síleann, ceapann i cuimhníonn són usades en altres dialectes, així com en irlandès de l'Ulster.
- amharc, "mirar" (en altres llocs amharc, breathnaigh i féach; aquest últim significa més "intentar" o "tractar" a Ulster)
- bealach, ród "carretera" (sud i oest bóthar i ród (cf. gaèlic escocès rathad, manx raad), i bealach "camí"). Noteu que bealach sol és usat com a preposició significant "cap a" (literalment vol dir en el camí de: d'amharc sé bealach na farraige = "ell mira cap al mar")
- bomaite, "minut" (en altres llocs nóiméad, nóimint, neómat, etc.)
- cá huair, "on?" (Connacht cén uair; Munster cathain, cén uair)
- caidé (cad é) atá?, "què és?" (Connacht céard tá; Munster cad a thá, cad é a thá, dé a thá, Escòcia dé tha)
- cál, "col" (meridional gabáiste)
- caraidh, "presa" (Connacht cara, estàndard cora)
- cluinim, "Jo sento" (meridional cloisim, però també s'atestimonia cluinim a South Tipperary). De fet, la c- inicial tendeix a ser lenitiva fins i tot quan no és precedida per cap partícula (això és perquè hi ha és una partícula lenitiva en irlandès clàssic: do-chluin que esdevé chluin a l'Ulster)
- druid, "tancat" (sud i oest dún; en altres dialectes druid vol dir "moure amb relació a o lluny d'alguna cosa", d'aquesta manera druid ó rud = eludir, druid isteach = tancar en)
- eallach, "ramat" (sud beithíoch = "un cap de ramat", beithígh = "ramat")
- eiteogaí, "ales" (sud sciatháin)
- fá, "sobre, sota" (standard faoi, Munster fé, fí i fá només és usat per "sota"; mar gheall ar i i dtaobh = "sobre")
- falsa, "mandrós" (sud i oest leisciúil, fallsa = "fals, traïdor")
- faoileog, "gavina" (standard faoileán)
- Gaeilg, Gaeilig, Gaeilic, "irlandès" (standard i oest Gaeilge, sud Gaoluinn, Manx Gaelg, escocès Gàidhlig)
- geafta, "tanca" (standard geata)
- gamhain, "vedell" (sud lao i gamhain)
- gasúr, "noi" (sud garsún, garsún vol dir "noi" a Conamara)
- girseach, "noia" (sud gearrchaile i girseach)
- nighean, "filla" (standard iníon)
- sópa, "sabó" (standard gallúnach, Connemara gallaoireach)
- stócach, "joventut", "jove", "xicot" (sud = "noi desmanegat")
- tábla, "taula" (oest i sud bord i clár, Escòcia bòrd)
- la paraula iontach "meravellós" és usada per a intensificar en comptes del prefix an- usat en altres dialectes.

Paraules generalment associades en l'actualment extingit Ulster de l'est:
- ársuigh (dir)
- coinfheasgar (vespre)
- corruighe (ràbia)
- frithir (dolor)
- go seadh (encara)
- márt (vaca)
- práinn (pressa)
- toigh (casa
- tonnóg (ànec)

En altres casos un canvi semàntic ha donat lloc a significats molt diferents inherents a la mateixa paraula en irlandès de l'Ulster i en altres dialectes. Algunes d'aquestes paraules són:
- cloigeann "cap" (sud i oest ceann; en altres llocs, cloigeann significa "crani")

- capall "euga" (sud i oest láir; en altres llocs capall vol dir "cavall")

## Fonologia
L'inventari de fonemes de l'irlandès de l'Ulster (basat en el dialecte de Gaoth Dobhair) és com es mostra en el quadre (vegeu Alfabet Fonètic Internacional per a l'explicació dels símbols). Els símbols que apareixen a la meitat superior de cada fila són velaritzats (tradicionalment anomenat consonants "dures"), mentre que a la part baixa són  palatalitzats ("suaus"). Les consonants /h, n, l/ no són ni sonores ni sordes.
| Consonant fonemes     | Labial   | Labial   | Labial        | Labial        | Labial       | Labial       | Coronal | Coronal | Coronal  | Coronal  | Coronal          | Coronal          | Dorsal  | Dorsal  | Dorsal | Dorsal | Glotal | Glotal |
| Consonant fonemes     | Bilabial | Bilabial | Labio- dental | Labio- dental | Labio- velar | Labio- velar | Dental  | Dental  | Alveolar | Alveolar | Alveolo- palatal | Alveolo- palatal | Palatal | Palatal | Velar  | Velar  | Glotal | Glotal |
| --------------------- | -------- | -------- | ------------- | ------------- | ------------ | ------------ | ------- | ------- | -------- | -------- | ---------------- | ---------------- | ------- | ------- | ------ | ------ | ------ | ------ |
| Oclusiva              | pˠ pʲ    | bˠ bʲ    |               |               |              |              | t̪ˠ      | d̪ˠ      |          |          | ṯʲ               | ḏʲ               | c       | ɟ       | k      | ɡ      |        |        |
| Fricativa/ Aproximant |          |          | fˠ fʲ         | vʲ            |              | w            |         |         | sˠ       |          | ʃ                |                  | ç       | j       | x      | ɣ      | h      |        |
| Nasal                 |          | mˠ mʲ    |               |               |              |              |         | n̪ˠ      |          | n        |                  | ṉʲ               |         | ɲ       |        | ŋ      |        |        |
| Bategant              |          |          |               |               |              |              |         |         |          | ɾˠ ɾʲ    |                  |                  |         |         |        |        |        |        |
| Lateral               |          |          |               |               |              |              |         | l̪ˠ      |          | l        |                  | ḻʲ               |         |         |        |        |        |        |

Les vocals de l'irlandès de l'Ulster són les que es mostren en el següent gràfic. Aquestes posicions són aproximades, ja que les vocals són fortament influenciades per la palatalització i la velarització de les consonants circumdants.
Les vocals llargues tenen al·lòfons curts en síl·labes àtones i abans d' /h/.
Endemés, l'irlandès de l'Ulster té els diftongs /ia, ua, au/.
Algunes característiques de la fonologia de l'irlandès de l'Ulster que el distingeixen dels altres dialectes són:
- L'única gran labial continuant és l'aproximant [w]. En altres dialectes, fricativa [v ˠ] es troba en lloc d'oa més de [w]. L'ulsterià no fa un contrast fonològic entre l'aproximant i la fricativa, però.
- Sovint, en els dialectes de l'Ulster, [t ʲ] pot convertir-se [tʃ], com a "teach" (pronunciat com l'anglès "ch"). Així mateix [d ʲ] pot convertir [dʒ], com a "Dearg" (pronunciat com l'anglès "j"). Això és particularment evident en els parlants més joves d'aquest dialecte. Aquesta pronunciació de "t" i "d" és també el cas en gaèlic escocès i manx.
- Hi ha tres vies de distinció entre les nasals coronals i laterals: /nˠ~n~nʲ/, /lˠ~l~Lʲ/, i no hi ha allargament o diftongització de vocals curtes abans que aquests sons i /m/. Així, mentre que Ceann "cap" és /cɑːn/ a Connacht i /caun/ a Munster, a l'Ulster és /can̪ˠ/
- /ɔː/ correspon a l'/oː/ d'altres dialectes. L'ulsterià /oː/ correspon a l'/au/ d'altres dialectes.
- Les vocals llargues s'escurcen quan es troben en síl·labes àtones.
- /n/ es realitza com [r] (o se substitueix per /r/) després de consonants diferents de [s]. Això succeeix també a Connacht.
- Ortogràficament -adh en síl·labes àtones sempre és [u] (això inclou les formes verbals).
- Ortogràficament les àtones -ach és pronunciada [ax], [ah] o [a].
- Segons Ó Dochartaigh (1987), la pèrdua de la final schwa "és una característica ben testificada a l'irlandès de l'Ulster". Això ha donat lloc a paraules com fada que es pronuncia [fˠad̪ˠ].[6]

Les diferències entre els sub-dialectes occidentals i orientals d'Ulster són els següents:
- A l'oest d'Ulster i la major part d'Irlanda, la vocal escrita ea és pronunciada [a] (per exemple,fear [fʲaɾˠ]), però a l'est d'Ulster és pronunciada [ɛ] (per exemple,fear /fʲɛɾˠ/ J.J Kneen comentà que el gaèlic escocès i el manx segueixen la pronunciació d'Ulster oriental. El nom Seán es pronuncia [ʃɑːnˠ] a Munster i [ʃænˠ] a Ulster occidental, però [ʃeːnˠ] a l'est d'Ulster, d'on anglicitzaren les pronunciacions com Shane O'Neill i Glenshane.[1]
- A l'est d'Ulster, th o ch al mig d'una paraula tendeix a desaparèixer i deixar una síl·laba llarga. William Neilson va escriure que això passa "en la majoria dels comtats d'Ulster, i l'est de Leinster".[1]
- A l'est d'Ulster, /x/ al final de les paraules (com a loch) tendeix a ser molt més feble. Per exemple amach pot ser pronunciada [əmˠæ] i bocth és pronunciada [bˠɔt̪ˠ]. Neilson va escriure que això es troba "arreu del país al llarg de la costa del mar, a partir de Derry de Waterford".[1]
- Neilson va escriure que "la pronunciació antiga" bh i mh com [vˠ], sobretot al principi o al final de la paraula "encara es manté al nord d'Irlanda, a Escòcia, i l'illa de Man", mentre que "al llarg de Connacht, Leinster i alguns comtats de l'Ulster, el so de [w] ha estat substituït". No obstant això, les bh o mh poden convertir-se en [w] enmig d'una paraula (per exemple, a Leabhar)[1]

## Morfologia

### Mutacions inicials
L'irlandès de l'Ulster té les dues mateixes mutacions inicials, lenició i eclipsis, com en els altres dos dialectes i en la llengua estàndard, i majoritàriament els fa servir de la mateixa manera. Hi ha, però, una excepció: a l'Ulster, un substantiu datiu singular després de l'article definit és lenitiu (per exemple, ar an chrann, "en l'arbre") (com és el cas d'Escòcia i l'Illa de Man), mentre que a Connacht i a Munster, es va eclipsar (ar an gcrann), excepte en el cas de den,don i insan, on la lenició es produeix en el llenguatge literari. Totes dues possibilitats es permeten en la llengua estàndard.

### Verbs
Els verbs irlandesos es caracteritzen per tenir una barreja de formes analítiques (on la informació sobre la persona és subministrada per un pronom) i formes sintètiques (on la informació sobre el nombre es proporciona en una finalització del verb) en la seva conjugació. A l'Ulster i Al nord de Connacht les formes analítiques s'utilitzen en una varietat de formes en què la llengua estàndard té formes sintètiques, per exemple, molann muid "lloem" (estàndard molaimid, muid esdevé una formació de la terminació verbal -mid i que no es troba en el dialecte de Munster, que conserva sinn com a pronom de primera persona en plural com ho fa el gaèlic escocès i el gaèlic de Manx) o mholfadh siad "que lloïn" (estàndard mholfaidís). Les formes sintètiques, incloent aquelles que no emfatitzades en el llenguatge estàndard, es poden usar en respostes curtes a les preguntes.
El sufix per a la segona conjugació del futur a l'Ulster és -óch- (pronunciat [ah]) millor que no pas -ó-, ex. beannóchaidh mé [bʲan̪ˠahə mʲə] "et beneïré" (standard beannóidh mé [bʲanoːj mʲeː]).
Alguns verbs irregulars tenen formes diferents de la de l'irlandès estandarditzat. Per example:
- (gh)níom (només formes independents) "Jo faig" (standard déanaim) i rinn mé "Jo vaig fer" (standard rinne mé)
- tchíom [t̠ʲʃiːm] (només forma independent) "Jo veig" (standard feicim, meridional chím, cím (només forma independent))
- bheiream "Jo dono" (standard tugaim, meridional bheirim (només independent), ní thabhram o ní thugaim "No donaré" (només standard ní thugaim), i bhéarfaidh mé/bheirfidh mé "Donaré" (standard tabharfaidh mé, meridional bhéarfad(només forma independent)

### Partícules
A l'Ulster la partícula negativa cha (davant vocal chan, en temps passats char - gaèlic escocès/manx chan, cha do) s'usa a vegades on en altres dialectes es fa servir ní i níor. La forma és més comuna al nord de la Gaeltacht de Donegal. Cha no pot ser seguit pel tems futur: on té un significat futur, és seguit pel present habitual. Es desencadena una "mutació mixta": /t/ i /d/ són eclipsades, mentre que altres són lenitives. En alguns dialectes tanmateix (Gweedore), cha eclipsa totes les consonants, excepte b- en les formes del verb 'ser', i a vegades f- : 
| Ulster                            | Estàndard                       | Català               |
| --------------------------------- | ------------------------------- | -------------------- |
| Cha dtuigim                       | Ní thuigim                      | "No ho entenc"       |
| Chan fhuil sé                     | Níl sé (contret de ní fhuil sé) | "Ell no és"          |
| Cha bhíonn sé                     | Ní bheidh sé                    | "Ell no serà"        |
| Cha phógann muid/Cha bpógann muid | Ní phógaimid                    | "No ens vam besar"   |
| Chan ólfadh siad é                | Ní ólfaidís é                   | "Ells no ho beurien" |
| Char thuig mé thú                 | Níor thuig mé thú               | "No t'entenc"        |

## Sintaxi
El dialecte d'Ulster utilitza el temps present del subjuntiu en certs casos en què altres dialectes prefereixen utilitzar el futur d'indicatiu:
Suigh síos anseo aige mo thaobh, a Shéimí, go dtugaidh (dtabhairidh, dtabhraidh) mé comhairle duit agus go n-insidh mé mo scéal duit.
Seu al meu costat, Séimi, fins que et doni un consell i t'expliqui la meva història.
El substantiu verbal pot ser utilitzat en les oracions subordinades amb un tema diferent del de l'oració principal:
Ba mhaith liom thú a ghabháil ann.
M'agradaria que hi anessis.